# Liste des voies de Cannes

Quartiers administratifs de Cannes : 1. Bocca Nord - 2. Bocca Sud - 3. La Croix-des-Gardes - 4. Riou - Petit Juas - Av. de Grasse - 5. Carnot - 6. Prado - République - 7. Californie - Pezou - 8. Pointe Croisette - 9. Centre-ville - Croisette - 10. Le Suquet et les Îles de Lérins.

Le tableau ci-après répertorie les voies de Cannes en mentionnant les quartiers administratifs qu'elles traversent, les rues attenantes, leurs coordonnées de géolocalisation ainsi qu'un lien vers les illustrations du lieu déposées dans la médiathèque de Wikimedia Commons et vers les édifices décrits dans la base Mérimée du ministère de la culture.
Il s'agit notamment des voies dans lesquelles ont été recensés des lieux remarquables (maisons, jardins, etc.) à l'occasion de l'étude consacrée au patrimoine balnéaire de Cannes ou de celles où se situent des infrastructures (ports, gares, etc.), des institutions (mairie, conservatoire, etc.) et mentionnées par les travaux de Pierre Ipert ou ceux de Pierre Vouland consacrés à l'histoire des rues et à la toponymie de Cannes et du bassin cannois.
La carte ci-contre rappelle la délimitation des dix quartiers administratifs de la ville.

## Liste

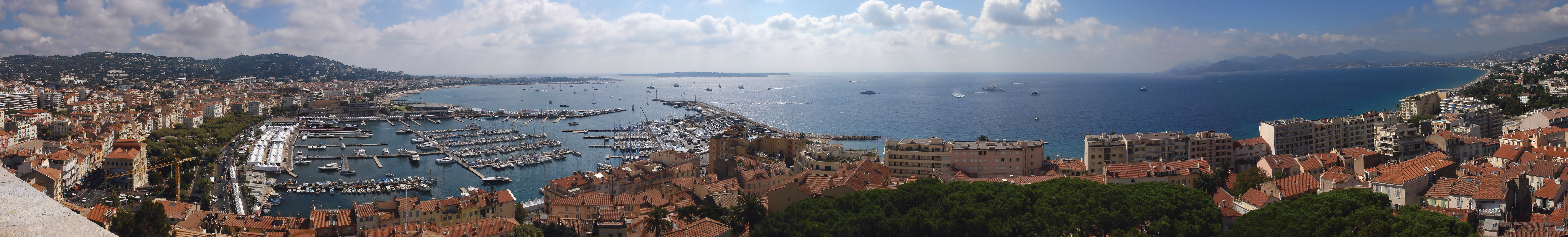
Vue de Cannes depuis le Suquet

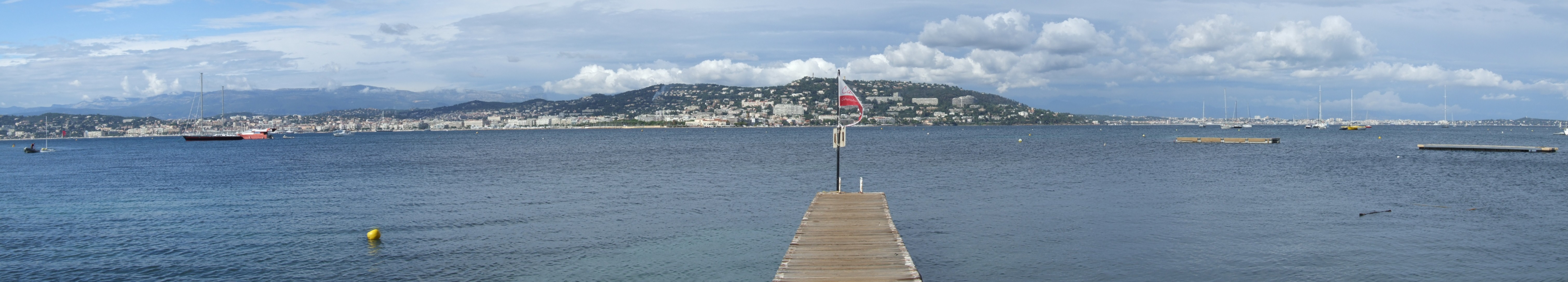
Embarcadère de l'île Sainte-Marguerite

| Type       | Nom                                        | Quartier1                                              | Quartier2                            | Tenant | Aboutissant | Coordonnées                 | Commons | Mérimée    |
| ---------- | ------------------------------------------ | ------------------------------------------------------ | ------------------------------------ | --- | --- | --------------------------- | ------- | ---------- |
| Jetée      | Albert-Édouard                             | Centre-ville - Croisette                               |                                      | Boulevard de la Croisette                                                                                      | Promenade Robert-Favre-le-Bret                                                                                   | 43° 32′ 59″ N, 7° 01′ 01″ E | (voir)  | « voir »   |
| Square     | Alexandra                                  | Pointe Croisette                                       |                                      | Avenue Alexandra                                                                                               | (-) | 43° 32′ 48″ N, 7° 02′ 27″ E | (voir)  | « voir »   |
| Boulevard  | Alexandre Lacour                           | Californie - Pezou                                     |                                      | Boulevard Beausoleil                                                                                           | Boulevard de la Batterie                                                                                         | 43° 33′ 21″ N, 7° 02′ 33″ E |         | « voir »   |
| Boulevard  | Alexandre-III                              | Pointe Croisette                                       |                                      | Boulevard de la Croisette                                                                                      | Avenue du Maréchal-Juin                                                                                          | 43° 32′ 47″ N, 7° 02′ 21″ E | (voir)  | « voir »   |
| Rue        | d'Alger                                    | Centre-ville - Croisette                               |                                      | Rue du Commandant-Vidal                                                                                        | Rue d'Oran | 43° 33′ 10″ N, 7° 01′ 36″ E |         | « voir »   |
| Rue        | Allieis                                    | Centre-ville - Croisette                               |                                      | Rue d'Antibes                                                                                                  | Place Gambetta                                                                                                   | 43° 33′ 09″ N, 7° 01′ 23″ E |         | [ 2 ]      |
| Boulevard  | d'Alsace                                   | Centre-ville - Croisette                               | Carnot → Californie - Pezou          | Place du 18-juin                                                                                               | Rond-point du Général-Maubert                                                                                    | 43° 33′ 15″ N, 7° 01′ 25″ E | (voir)  | « voir »   |
| Avenue     | Amiral-Wester-Wemyss                       | La Croix-des-Gardes                                    |                                      | Avenue du Docteur Raymond-Picaud                                                                               | Boulevard Leader                                                                                                 | 43° 33′ 10″ N, 6° 59′ 34″ E |         | « voir »   |
| Avenue     | des Anciens-Combattants-en-Afrique-du-Nord | Riou - Petit Juas - Av. de Grasse                      | Le Suquet                            | Rue Georges-Clemenceau                                                                                         | Rue Louis-Blanc                                                                                                  | 43° 33′ 08″ N, 7° 00′ 35″ E | (voir)  | [ 2 ]      |
| Avenue     | André-Capron                               | Pointe Croisette                                       |                                      | Avenue du Maréchal-Juin                                                                                        | Boulevard Alexandre-III                                                                                          | 43° 32′ 51″ N, 7° 02′ 08″ E | (voir)  | [ 2 ]      |
| Rue        | André-Chaude                               | Carnot                                                 |                                      | Boulevard Carnot                                                                                               | Rue Jean Goujon                                                                                                  | 43° 33′ 20″ N, 7° 01′ 03″ E | (voir)  | « voir »   |
| Impasse    | des Anges                                  | Californie - Pezou                                     |                                      | Avenue Maréchal-Juin                                                                                           | (en impasse) | 43° 33′ 05″ N, 7° 02′ 01″ E |         | « voir »   |
| Avenue     | d'Annam                                    | Californie - Pezou                                     |                                      | Boulevard d'Oxford                                                                                             | Chemin des Araucarias                                                                                            | 43° 33′ 48″ N, 7° 01′ 42″ E | (voir)  | « voir »   |
| Rue        | d'Antibes                                  | Centre-ville - Croisette                               |                                      | Rue Félix-Faure                                                                                                | Rond-point du Général-Maubert                                                                                    | 43° 33′ 09″ N, 7° 01′ 23″ E | (voir)  | « voir »   |
| Chemin     | des Araucarias                             | Californie - Pezou                                     |                                      | Avenue Bénéfiat                                                                                                | Avenue Montrose                                                                                                  | 43° 33′ 44″ N, 7° 01′ 47″ E |         | « voir »   |
| Avenue     | Bachaga-Saïd-Boualam                       | Riou - Petit Juas - Av. de Grasse                      | Centre - Croisette                   | Rue Louis-Blanc                                                                                                | Place du Dix-Huit-Juin                                                                                           | 43° 33′ 13″ N, 7° 00′ 54″ E | (voir)  | [ 2 ]      |
| Rue        | du Barri (1re)                             | Le Suquet                                              |                                      | Rue du Mont-Chevalier                                                                                          | Rue du Barri (2e)                                                                                                | 43° 33′ 02″ N, 7° 00′ 41″ E | (voir)  | [ 2 ]      |
| Avenue     | Beauséjour                                 | Californie - Pezou                                     |                                      | Avenue du Maréchal-Juin                                                                                        | Boulevard Montfleury                                                                                             | 43° 33′ 11″ N, 7° 01′ 58″ E |         | « voir »   |
| Boulevard  | Beausite                                   | La Croix-des-Gardes                                    |                                      | Avenue du Docteur-Raymond-Picaud                                                                               | Avenue Jean-de-Noailles                                                                                          | 43° 33′ 08″ N, 6° 59′ 54″ E |         | « voir »   |
| Place      | Bernard-Cornut-Gentille                    | Centre-ville - Croisette                               |                                      | Promenade de la Pantiero                                                                                       | Quai Saint-Pierre                                                                                                | 43° 33′ 04″ N, 7° 00′ 43″ E | (voir)  |            |
| Rue        | Bivouac-Napoléon                           | Centre-ville - Croisette                               |                                      | Rue des Belges                                                                                                 | Place du Général-de-Gaulle                                                                                       | 43° 33′ 07″ N, 7° 01′ 04″ E | (voir)  |            |
| Rue        | Buttura                                    | Centre-ville - Croisette                               |                                      | Boulevard de la Croisette                                                                                      | Place de la Gare                                                                                                 | 43° 33′ 07″ N, 7° 01′ 06″ E | (voir)  |            |
| Avenue     | de la Californie                           | Californie - Pezou                                     |                                      | Boulevard Montfleury                                                                                           | Avenue du Roi-Albert-Ier                                                                                         | 43° 33′ 10″ N, 7° 02′ 15″ E | (voir)  |            |
| Rue        | du Canada                                  | Centre-ville - Croisette                               |                                      | Boulevard de la Croisette                                                                                      | Rue d'Antibes | 43° 33′ 01″ N, 7° 01′ 41″ E | (voir)  |            |
| Boulevard  | Carnot                                     | Carnot                                                 |                                      | Place du 18 Juin                                                                                               | Le Cannet | 43° 33′ 37″ N, 7° 01′ 01″ E | (voir)  |            |
| Place      | de la Castre                               | Le Suquet                                              |                                      | Rue Louis Perrissol                                                                                            | (place sommitale du Suquet)                                                                                      | 43° 33′ 01″ N, 7° 00′ 38″ E | (voir)  |            |
| Avenue     | du Château d'eau                           | Californie - Pezou                                     |                                      | Grand boulevard de Super-Cannes                                                                                | Vallauris | 43° 33′ 40″ N, 7° 02′ 57″ E | (voir)  |            |
| Chemin     | des Collines                               | Californie - Pezou                                     |                                      | Avenue de Vallauris                                                                                            | Le Cannet | 43° 34′ 01″ N, 7° 02′ 12″ E | (voir)  |            |
| Place      | du Commandant-Maria                        | Prado - République                                     |                                      | Boulevard de la République                                                                                     | Rue de Mirmont                                                                                                   | 43° 33′ 21″ N, 7° 01′ 26″ E | (voir)  |            |
| Rue        | du Commandant-Vidal                        | Centre-ville - Croisette                               |                                      | Rue d'Antibes                                                                                                  | Boulevard de Lorraine                                                                                            | 43° 33′ 10″ N, 7° 01′ 35″ E | (voir)  |            |
| Rue        | de Constantine                             | Centre-ville - Croisette                               |                                      | Boulevard de Lorraine                                                                                          | Rue d'Antibes | 43° 33′ 09″ N, 7° 01′ 40″ E | (voir)  |            |
| Rue        | Coste-Corail                               | Le Suquet                                              |                                      | Rue du Mont-Chevalier                                                                                          | Traverse de la Tour                                                                                              | 43° 33′ 05″ N, 7° 00′ 38″ E | (voir)  |            |
| Boulevard  | de la Croisette                            | Centre-ville - Croisette                               | Pointe Croisette                     | Promenade de la Pantiero                                                                                       | Place Franklin-Roosevelt                                                                                         | 43° 32′ 52″ N, 7° 01′ 50″ E | (voir)  |            |
| Promenade  | de la Croisette                            | Centre-ville - Croisette                               | Pointe Croisette                     | Promenade de la Pantiero                                                                                       | Place Franklin-Roosevelt                                                                                         | 43° 32′ 52″ N, 7° 01′ 50″ E | (voir)  |            |
| Boulevard  | Delaup                                     | Riou - Petit-Juas - Av. de Grasse                      |                                      | Avenue de Grasse                                                                                               | Rue Jean-Nobles                                                                                                  | 43° 33′ 23″ N, 7° 00′ 39″ E |         | « voir »   |
| Place      | du Dix-Huit-Juin                           | Carnot                                                 | Centre-ville - Croisette             | Boulevard Carnot                                                                                               | Place de la Gare                                                                                                 | 43° 33′ 14″ N, 7° 01′ 01″ E | (voir)  | [ 2 ]      |
| Rue        | du Docteur-Budin                           | Riou - Petit Juas - Av. de Grasse                      |                                      | Rue Louis Blanc                                                                                                | (en impasse) | 43° 33′ 11″ N, 7° 00′ 43″ E |         | [ 2 ]      |
| Rue        | Docteur-Calmette                           | Prado - République                                     |                                      | Boulevard de la République                                                                                     | Rue de Mimont | 43° 33′ 21″ N, 7° 01′ 17″ E |         | « voir »   |
| Avenue     | du Docteur-Raymond-Picaud                  | La Croix-des-Gardes                                    |                                      | Rue Georges-Clémenceau                                                                                         | Avenue Francis-Tonner                                                                                            | 43° 33′ 02″ N, 6° 59′ 44″ E | (voir)  |            |
| Rond-point | Duboys-d'Angers                            | Centre-ville - Croisette                               |                                      | Rue Molière | Rue de Lérins | 43° 33′ 06″ N, 7° 01′ 34″ E | (voir)  |            |
| Rue        | Edith-Cavell                               | Riou - Petit Juas - Av. de Grasse                      |                                      | Avenue de Grasse                                                                                               | (en impasse) | 43° 33′ 15″ N, 7° 00′ 57″ E | (voir)  |            |
| Boulevard  | de l'Estérel                               | La Bocca                                               | La Croix-des-Gardes                  | Avenue Michel Jourdan                                                                                          | Chemin Saint-Joseph                                                                                              | 43° 33′ 34″ N, 6° 58′ 22″ E | (voir)  |            |
| Boulevard  | Eugène-Gazagnaire                          | Pointe Croisette                                       |                                      | Place Franklin-Roosevelt                                                                                       | Avenue Maréchal-Juin                                                                                             | 43° 32′ 35″ N, 7° 02′ 29″ E | (voir)  |            |
| Avenue     | de la Favorite                             | Californie - Pezou                                     |                                      | Avenue du Maréchal-Juin                                                                                        | Avenue du Roi-Albert-Ier                                                                                         | 43° 32′ 57″ N, 7° 02′ 40″ E | (voir)  |            |
| Rue        | Félix-Faure                                | Centre-ville - Croisette                               | Le Suquet                            | Rue du Maréchal-Joffre                                                                                         | Place Bernard-Cornut-Gentille                                                                                    | 43° 33′ 07″ N, 7° 00′ 50″ E | (voir)  |            |
| Avenue     | Fiesole                                    | Californie - Pezou                                     |                                      | Avenue Isola-Bella                                                                                             | Boulevard Alexandre Lacour                                                                                       | 43° 33′ 31″ N, 7° 02′ 25″ E | (voir)  | « voir »   |
| Avenue     | Fragonard                                  | Californie - Pezou                                     |                                      | Paul-Guigou | Le Cannet | 43° 34′ 01″ N, 7° 01′ 39″ E |         | « voir »   |
| Rue        | François-Einesy                            | Centre-ville - Croisette                               |                                      | Boulevard de la Croisette                                                                                      | Rue du Médecin-Lieutenant-Bertrand-Lépine                                                                        | 43° 33′ 00″ N, 7° 01′ 37″ E | (voir)  |            |
| Place      | Franklin-Roosevelt                         | Pointe Croisette                                       |                                      | Boulevard de la Croisette                                                                                      | Boulevard Eugène-Gazagnaire                                                                                      | 43° 32′ 12″ N, 7° 02′ 15″ E | (voir)  |            |
| Place      | Gambetta                                   | Centre-ville - Croisette                               |                                      | Rue Jean-Jaurès                                                                                                | Rue Chabaud | 43° 33′ 11″ N, 7° 01′ 23″ E | (voir)  |            |
| Place      | de la Gare                                 | Centre-ville - Croisette                               |                                      | Rue Jean-Jaurès                                                                                                | Place du 18-juin                                                                                                 | 43° 33′ 13″ N, 7° 01′ 14″ E | (voir)  |            |
| Avenue     | de la Gare du funiculaire                  | Californie - Pezou                                     |                                      | Avenue de l'Observatoire                                                                                       | Avenue Bellevue                                                                                                  | 43° 33′ 28″ N, 7° 02′ 43″ E | (voir)  |            |
| Place      | du Général-de-Gaulle                       | Centre-ville - Croisette                               |                                      | Boulevard de la Croisette                                                                                      | Rue du Maréchal-Joffre                                                                                           | 43° 33′ 07″ N, 7° 01′ 00″ E | (voir)  |            |
| Avenue     | du Général-Ferrié                          | Centre-ville - Croisette                               |                                      | Rue du Canada                                                                                                  | Rue Latour-Maubourg                                                                                              | 43° 33′ 02″ N, 7° 01′ 45″ E | (voir)  |            |
| Rond-point | du Général-Maubert                         | Centre - Croisette Californie - Pezou Pointe Croisette | (tripoint entre les trois quartiers) | Boulevard de la Première-Division-française-libre Boulevard du Général-Vautrin Passage Fragonard Rue d'Antibes | Boulevard de la Première-Division-française-libre Boulevard d'Alsace Avenue du Maréchal-Juin Rue Latour-Maubourg | 43° 33′ 04″ N, 7° 01′ 49″ E | (voir)  | [ 2 ]      |
| Rue        | Georges-Clémenceau                         | Le Suquet                                              |                                      | Place Bernard-Cornut-Gentille                                                                                  | Avenue du Docteur-Raymond-Picaud                                                                                 | 43° 32′ 58″ N, 7° 00′ 31″ E | (voir)  | « voir »   |
| Avenue     | de Grasse                                  | Riou - Petit Juas - Av. de Grasse                      |                                      | Place du 18-juin                                                                                               | Le Cannet | 43° 33′ 38″ N, 7° 00′ 18″ E | (voir)  |            |
| Avenue     | du Grand-Pin                               | Californie - Pezou                                     | Prado - République                   | Avenue Prince-de-Galles                                                                                        | Avenue Montrose                                                                                                  | 43° 33′ 40″ N, 7° 01′ 34″ E |         | « voir »   |
| Rue        | Hélène-Vagliano                            | Centre - Croisette                                     |                                      | Rue d'Antibes                                                                                                  | Rue Jean-Jaurès                                                                                                  | 43° 33′ 11″ N, 7° 01′ 18″ E | (voir)  | [ 2 ]      |
| Rue        | Hoche                                      | Centre-ville - Croisette                               |                                      | Rue du Marechal-Foch                                                                                           | Rue Chabaud | 43° 33′ 11″ N, 7° 01′ 14″ E | (voir)  |            |
| Square     | du Huit-Mai-1945                           | Pointe Croisette                                       |                                      | Promenade de la Croisette                                                                                      | (-) | 43° 32′ 43″ N, 7° 02′ 01″ E | (voir)  | [ 2 ]      |
| Avenue     | Isola-Bella                                | Californie - Pezou                                     |                                      | Boulevard de la République                                                                                     | Avenue de Vallauris                                                                                              | 43° 33′ 27″ N, 7° 01′ 53″ E |         | « voir »   |
| Avenue     | Jean-de-Lattre-de-Tassigny                 | Riou - Petit-Juas - Av. de Grasse                      |                                      | Avenue de Grasse                                                                                               | Avenue des Broussailles                                                                                          | 43° 33′ 34″ N, 7° 00′ 37″ E |         | « voir »   |
| Avenue     | Jean-de-Noailles                           | La Croix-des-Gardes                                    |                                      | Avenue du Docteur-Raymond-Picaud                                                                               | Boulevard Leader                                                                                                 | 43° 33′ 23″ N, 6° 59′ 52″ E | (voir)  |            |
| Rue        | Jean-de-Riouffe                            | Centre-ville - Croisette                               |                                      | Square Mérimée                                                                                                 | Place de la Gare                                                                                                 | 43° 33′ 09″ N, 7° 01′ 02″ E | (voir)  |            |
| Rue        | Jean-Jaurès                                | Centre-ville - Croisette                               |                                      | Place de la Gare                                                                                               | Boulevard de la République                                                                                       | 43° 33′ 13″ N, 7° 01′ 20″ E | (voir)  |            |
| Rue        | Jean-Joseph-Méro                           | Centre-ville - Croisette                               |                                      | Rue Meynadier                                                                                                  | Rue Preyre | 43° 33′ 11″ N, 7° 00′ 49″ E | (voir)  |            |
| Rue        | Jean-Macé                                  | Centre-ville - Croisette                               |                                      | Boulevard de la Croisette                                                                                      | Rue d'Antibes | 43° 33′ 04″ N, 7° 01′ 19″ E | (voir)  |            |
| Rue        | Joseph-Flory                               | Le Suquet                                              |                                      | Avenue Michel-Jourdan                                                                                          | Avenue Sainte-Marguerite                                                                                         | 43° 33′ 05″ N, 6° 58′ 54″ E | (voir)  |            |
| Rue        | Latour-Maubourg                            | Centre-ville - Croisette                               | Pointe Croisette                     | Boulevard de la Croisette                                                                                      | Rond-point du Général-Maubert                                                                                    | 43° 32′ 58″ N, 7° 01′ 50″ E | (voir)  |            |
| Rue        | Léon-Noël                                  | Carnot                                                 | Prado - République                   | Boulevard Carnot                                                                                               | Boulevard de la République                                                                                       | 43° 33′ 26″ N, 7° 01′ 04″ E | (voir)  | [ 2 ]      |
| Avenue     | de Lérins                                  | Pointe Croisette                                       |                                      | Place Franklin-Rousevelt                                                                                       | Boulevard de la Source                                                                                           | 43° 32′ 26″ N, 7° 02′ 18″ E | (voir)  |            |
| Allées     | de la Liberté Charles-de-Gaulle            | Centre-ville - Croisette                               |                                      | Rue du Maréchal-Joffre                                                                                         | Place Bernard-Cornut-Gentille                                                                                    | 43° 33′ 07″ N, 7° 00′ 55″ E | (voir)  |            |
| Square     | Lord-Brougham                              | Centre-ville - Croisette                               |                                      | Allées de la Liberté Charles-de-Gaulle                                                                         | Rue Félix-Faure                                                                                                  | 43° 33′ 07″ N, 7° 00′ 56″ E | (voir)  |            |
| Rue        | Louis-Armand                               | La Bocca                                               |                                      | Avenue Francis Tonner                                                                                          | (en impasse) | 43° 32′ 57″ N, 6° 59′ 09″ E | (voir)  |            |
| Rue        | Louis-Blanc                                | Riou - Petit Juas - Av. de Grasse                      | Le Suquet / Centre-ville - Croisette | Promenade de la Pantiero                                                                                       | Avenue de Grasse                                                                                                 | 43° 33′ 12″ N, 7° 00′ 45″ E | (voir)  |            |
| Rue        | Louis-Nouveau                              | Californie - Pezou                                     |                                      | Boulevard de la République                                                                                     | Rue Volta | 43° 33′ 14″ N, 7° 01′ 40″ E |         | « voir »   |
| Rue        | Louis-Pastour                              | Riou - Petit Juas - Av. de Grasse                      |                                      | Boulevard Guynemer                                                                                             | Avenue des Anciens-Combattants-en-Afrique-du-Nord                                                                | 43° 33′ 12″ N, 7° 00′ 37″ E | (voir)  |            |
| Rue        | Louis-Perrissol                            | Le Suquet                                              |                                      | Traverse de la Tour                                                                                            | Rue du Pré | 43° 33′ 00″ N, 7° 00′ 39″ E | (voir)  |            |
| Avenue     | de Lyon                                    | Carnot                                                 | Prado - République                   | Rue Masséna | Boulevard d'Oxford                                                                                               | 43° 33′ 54″ N, 7° 01′ 15″ E |         | « voir »   |
| Rue        | du Marché Forville                         | Le Suquet                                              |                                      | Rue Louis Blanc                                                                                                | Rue du Docteur Pierre Gazagnaire                                                                                 | 43° 33′ 09″ N, 7° 00′ 45″ E | (voir)  |            |
| Rue        | du Maréchal-Foch                           | Centre-ville - Croisette                               |                                      | Rue d'Antibes                                                                                                  | Place de la Gare                                                                                                 | 43° 33′ 12″ N, 7° 01′ 07″ E | (voir)  |            |
| Avenue     | Maréchal-Gallieni                          | Carnot                                                 | Prado - République                   | Boulevard d'Alsace                                                                                             | Avenue du Camp-Long                                                                                              | 43° 33′ 27″ N, 7° 01′ 04″ E |         | « voir »   |
| Rue        | Maréchal-Joffre                            | Centre-ville - Croisette                               |                                      | Promenade de la Pantiero                                                                                       | Place du 18-juin                                                                                                 | 43° 33′ 10″ N, 7° 00′ 58″ E | (voir)  |            |
| Avenue     | Maurice-Chevalier                          | La Bocca                                               |                                      | Avenue Pierre-Poesi                                                                                            | Avenue Michel-Jourdan                                                                                            | 43° 33′ 32″ N, 6° 57′ 43″ E | (voir)  |            |
| Square     | Mérimée                                    | Centre-ville - Croisette                               |                                      | Boulevard de la Croisette                                                                                      | Rue Buttura | 43° 33′ 06″ N, 7° 01′ 04″ E | (voir)  |            |
| Rue        | Merle                                      | Prado - République                                     |                                      | Rue Louis Braille                                                                                              | Boulevard de la République                                                                                       | 43° 33′ 17″ N, 7° 01′ 26″ E | (voir)  |            |
| Rue        | Metz                                       | Californie - Pezou                                     |                                      | Boulevard Monsfleury                                                                                           | Rue Louis Nouveau                                                                                                | 43° 33′ 17″ N, 7° 01′ 39″ E | (voir)  |            |
| Rue        | Meynadier                                  | Centre-ville - Croisette                               | Le Suquet                            | Rue du Maréchal-Joffre                                                                                         | Rue Saint-Antoine                                                                                                | 43° 33′ 09″ N, 7° 00′ 49″ E | (voir)  | « voir »   |
| Avenue     | Michel-Jourdan                             | La Bocca                                               |                                      | Rue Francis Tonner                                                                                             | La Roquette-sur-Siagne                                                                                           | 43° 33′ 43″ N, 6° 57′ 55″ E | (voir)  |            |
| Boulevard  | du Midi - Jean-Hibert                      | Le Suquet                                              |                                      | Boulevard du Midi - Louise-Moreau                                                                              | Quai Saint-Pierre                                                                                                | 43° 32′ 54″ N, 7° 00′ 35″ E | (voir)  |            |
| Boulevard  | du Midi - Louise-Moreau                    | La Bocca                                               | La Croix-des-Gardes                  | Avenue du Général-de-Gaulle                                                                                    | Boulevard du Midi - Jean-Hibert                                                                                  | 43° 32′ 50″ N, 6° 58′ 37″ E | (voir)  |            |
| Rue        | Milton                                     | Carnot                                                 |                                      | Boulevard Carnot                                                                                               | Rue Reyer |                             |         | [ 2 ]      |
| Rue        | de Mimont                                  | Prado - République                                     |                                      | Plac du Commandant Maria                                                                                       | Boulevard d'Alsace                                                                                               | 43° 33′ 19″ N, 7° 01′ 17″ E | (voir)  |            |
| Rue        | de la Miséricorde                          | Le Suquet                                              |                                      | Rue Meynadier                                                                                                  | Rue Forville | 43° 33′ 05″ N, 7° 00′ 41″ E | (voir)  |            |
| Rue        | Molière                                    | Centre-ville - Croisette                               |                                      | Rond-point Duboys-d'Angers                                                                                     | Rue Victor Cousin                                                                                                | 43° 33′ 06″ N, 7° 01′ 31″ E |         | « voir »   |
| Rue        | du Mont-Chevalier                          | Le Suquet                                              |                                      | Rue Georges-Clémenceau                                                                                         | Rue Louis Perrissol                                                                                              | 43° 33′ 01″ N, 7° 00′ 40″ E | (voir)  |            |
| Boulevard  | Montfleury                                 | Californie - Pezou                                     |                                      | Boulevard de la République                                                                                     | Boulevard des Pins                                                                                               | 43° 33′ 20″ N, 7° 01′ 53″ E |         | « voir »   |
| Avenue     | Montrose                                   | Californie - Pezou                                     |                                      | Avenue du Commandant-Bret                                                                                      | Avenue de Bénéfiat                                                                                               | 43° 33′ 43″ N, 7° 01′ 41″ E | (voir)  |            |
| Rue        | Notre-Dame                                 | Centre-ville - Croisette                               |                                      | Square Mérimée                                                                                                 | Rue des Serbes                                                                                                   | 43° 33′ 06″ N, 7° 01′ 08″ E | (voir)  |            |
| Avenue     | Notre-Dame-des-Pins                        | Pointe Croisette                                       |                                      | Avenue André-Capron                                                                                            | Boulevard Eugène-Tripet                                                                                          | 43° 32′ 49″ N, 7° 02′ 12″ E |         | « voir »   |
| Rue        | du Onze-Novembre                           | Carnot                                                 | Prado - République                   | Boulevard Carnot                                                                                               | Rue Saint-Nicolas                                                                                                | 43° 33′ 24″ N, 7° 01′ 06″ E | (voir)  | « voir »   |
| Boulevard  | d'Oxford                                   | Prado - République                                     | Californie - Pezou                   | Boulevard de la République                                                                                     | Avenue Cézanne                                                                                                   | 43° 33′ 53″ N, 7° 01′ 36″ E | (voir)  |            |
| Rue        | Panisse                                    | Le Suquet                                              |                                      | Rue Coste-Corail                                                                                               | Rue du Suquet | 43° 33′ 05″ N, 7° 00′ 38″ E | (voir)  |            |
| Pomenade   | de la Pantiero                             | Centre-ville - Croisette                               |                                      | Quai Saint-Pierre                                                                                              | Boulevard de la Croisette                                                                                        | 43° 33′ 05″ N, 7° 00′ 52″ E | (voir)  |            |
| Rue        | du Petit-Juas                              | Riou - Petit Juas - Av. de Grasse                      | Carnot                               | Avenue de Grasse                                                                                               | Avenue des Broussailles                                                                                          | 43° 33′ 40″ N, 7° 00′ 48″ E |         | « voir »   |
| Avenue     | de Poralto                                 | Californie - Pezou                                     |                                      | Avenue de Bénéfiat                                                                                             | Avenue de Vallauris                                                                                              | 43° 33′ 40″ N, 7° 01′ 56″ E | (voir)  |            |
| Rue        | du Port                                    | Le Suquet                                              |                                      | Rue Georges-Clémenceau                                                                                         | Boulevard du Midi - Jean-Hibert                                                                                  |                             | (voir)  |            |
| Boulevard  | de la Première-Division-française-libre    | Carnot Prado - République Californie - Pezou           | Centre - Croisette                   | Place du Dix-Huit-Juin                                                                                         | Rond-point du Général-Maubert                                                                                    | 43° 33′ 14″ N, 7° 01′ 26″ E | (voir)  | [ 2 ]      |
| Rue        | de la Rampe                                | Le Suquet                                              |                                      | Rue du Port | Place Massuque                                                                                                   | 43° 32′ 57″ N, 7° 00′ 43″ E | (voir)  |            |
| Boulevard  | de la République                           | Prado - République                                     |                                      | Avenue des Coteaux                                                                                             | Boulevard d'Alsace                                                                                               | 43° 33′ 29″ N, 7° 01′ 20″ E | (voir)  |            |
| Square     | Reynaldo-Hahn                              | Centre-ville - Croisette                               |                                      | Promenade de la Croisette                                                                                      | (-) | 43° 33′ 02″ N, 7° 01′ 13″ E | (voir)  |            |
| Avenue     | du Roi-Albert-Ier                          | Californie - Pezou                                     |                                      | Avenue du Maréchal-Juin                                                                                        | Avenue du Maréchal-Juin                                                                                          | 43° 33′ 02″ N, 7° 01′ 13″ E | (voir)  |            |
| Rue        | Saint-Dizier                               | Le Suquet                                              |                                      | Place du Suquet                                                                                                | Rue Georges-Clémenceau                                                                                           | 43° 33′ 04″ N, 7° 00′ 31″ E | (voir)  |            |
| Avenue     | Saint-Nicolas                              | Prado - République                                     |                                      | Boulevard d'Alsace                                                                                             | Rue Léon-Noël | 43° 33′ 21″ N, 7° 01′ 08″ E |         | « voir »   |
| Quai       | Saint-Pierre                               | Le Suquet                                              |                                      | Place Bernard-Cornut-Gentille                                                                                  | Boulevard du Midi - Jean-Hibert                                                                                  | 43° 32′ 59″ N, 7° 00′ 45″ E | (voir)  |            |
| Avenue     | Saissy                                     | Californie - Pezou                                     |                                      | Avenue de Bénéfiat                                                                                             | Avenue de Vallauris                                                                                              | 43° 33′ 34″ N, 7° 01′ 47″ E | (voir)  |            |
| Rue        | des Serbes                                 | Centre-ville - Croisette                               |                                      | Boulevard de la Croisette                                                                                      | Rue Jean-Jaurès                                                                                                  | 43° 33′ 07″ N, 7° 01′ 14″ E | (voir)  |            |
| Rue        | de Stalingrad                              | Carnot                                                 |                                      | Boulevard Carnot                                                                                               | Avenue du Petit-Juas                                                                                             | 43° 33′ 51″ N, 7° 00′ 52″ E |         | « voir »   |
| Place      | Stanislas                                  | Riou - Petit Juas - Av. de Grasse                      |                                      | Rue des Suisses                                                                                                | Boulevards Vallombrosa/Guynemer/ du Moulin                                                                       | 43° 33′ 13″ N, 7° 00′ 29″ E | (voir)  |            |
| Rue        | du Suquet                                  | Le Suquet                                              |                                      | Rue Saint-Antoine                                                                                              | Place du Suquet                                                                                                  | 43° 33′ 05″ N, 7° 00′ 36″ E | (voir)  |            |
| Rue        | des Tambourinaires                         | Riou - Petit Juas - Av. de Grasse                      |                                      | Rue des Suisses                                                                                                | (en impasse) | 43° 33′ 07″ N, 7° 00′ 33″ E | (voir)  |            |
| Rue        | Teisseire                                  | Centre-ville - Croisette                               |                                      | Rue d'Antibes                                                                                                  | Place Gambetta                                                                                                   | 43° 33′ 09″ N, 7° 01′ 23″ E |         | « voir »   |
| Traverse   | de la Tour                                 | Le Suquet                                              |                                      | Place du Suquet                                                                                                | Rue de la Castre/Rue Louis Perrissol                                                                             | 43° 33′ 04″ N, 7° 00′ 36″ E | (voir)  |            |
| Avenue     | Val Vert                                   | Californie - Pezou                                     |                                      | Boulevard Montlfeury                                                                                           | (en impasse) | 43° 33′ 21″ N, 7° 02′ 05″ E | (voir)  |            |
| Avenue     | de Vallauris                               | Prado - République                                     | Californie - Pezou                   | Boulevard de la République                                                                                     | Vallauris | 43° 33′ 43″ N, 7° 02′ 07″ E | (voir)  |            |
| Place      | Vauban                                     | Carnot                                                 |                                      | Boulevard Carnot                                                                                               | Boulevard Carnot                                                                                                 | 43° 33′ 18″ N, 7° 01′ 01″ E | (voir)  |            |
| Rue        | Venizelos                                  | Centre-ville - Croisette                               |                                      | Place de la Gare                                                                                               | Rue du Maréchal-Joffre                                                                                           | 43° 33′ 12″ N, 7° 01′ 01″ E | (voir)  |            |
| Boulevard  | Victor-Tuby                                | Le Suquet                                              |                                      | Rue Louis Blanc                                                                                                | Rue Saint-Dizier                                                                                                 | 43° 33′ 09″ N, 7° 00′ 39″ E | (voir)  |            |
| Rue        | Volta                                      | Californie - Pezou                                     |                                      | Boulevard d'Alsace                                                                                             | Rue de Turckheim                                                                                                 | 43° 33′ 12″ N, 7° 01′ 46″ E |         | « (voir) » |